# Cucina (architettura)

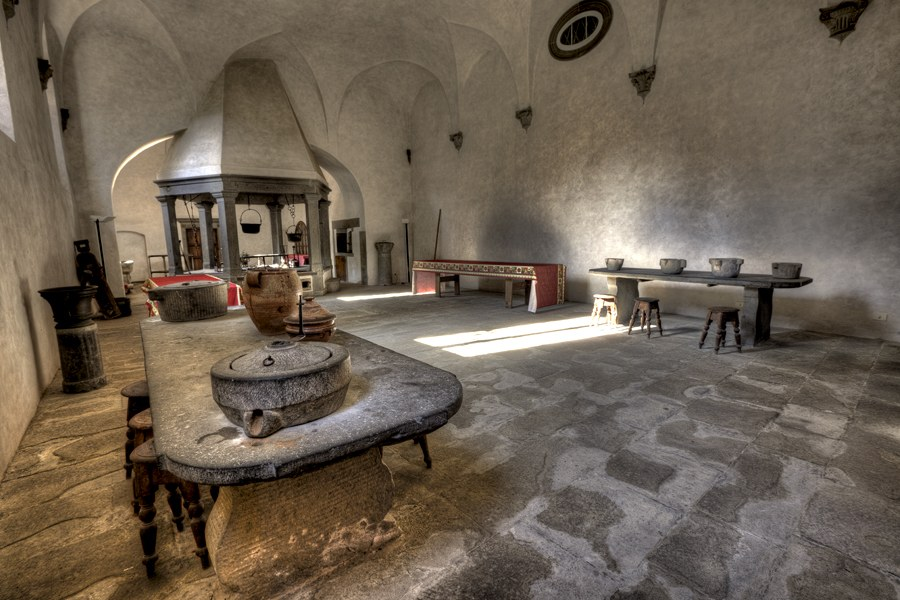
Antica cucina-refettorio dell'abbazia di Vallombrosa in Toscana.

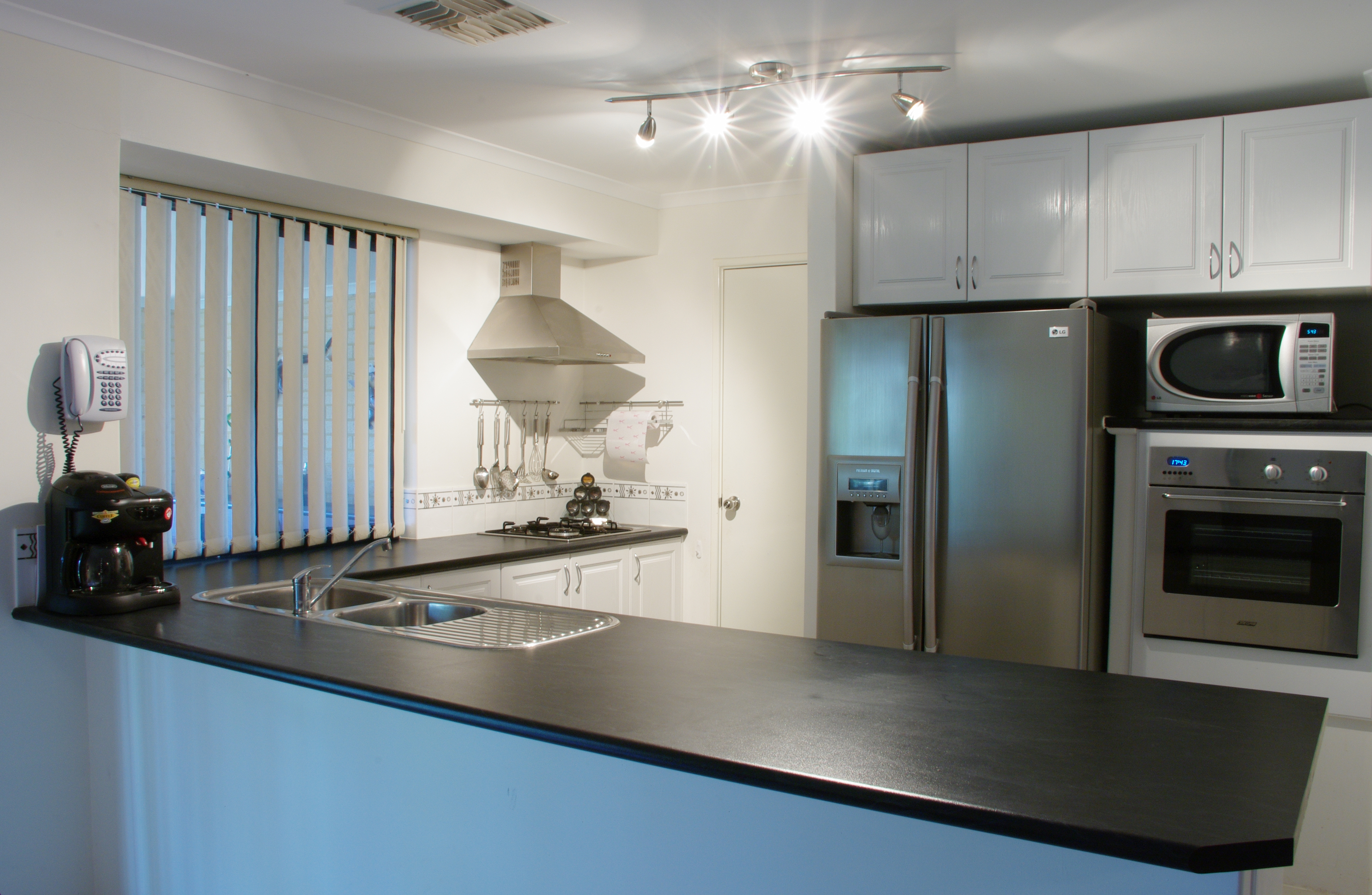
Una moderna cucina di un'abitazione

La cucina è la stanza della casa dove viene preparato, cotto e talvolta consumato il cibo. In ambito commerciale o istituzionale, anche hotel, scuole e uffici hanno locali adibiti a cucina. Una persona che lavora in cucina si occupa della preparazione dei cibi, ad esempio lo chef.

## Componenti
Una cucina domestica moderna della classe media è solitamente composta da piano cucina, piano di cottura (fornelli a gas, elettrici o a induzione), forno o forno a microonde, lavandino, dispensa, mobili con cassetti (per piatti, posate, strumenti vari da cucina), frigorifero con congelatore, cui si possono aggiungere un tavolo, la lavastoviglie e altri elementi utili secondo le necessità di chi l'adopera.
Tali mobili vengono definiti "componibili" in quanto, selezionando e combinando diverse tipologie di elementi (cassettiere, mobili ad anta, colonne per incasso elettrodomestici), viene creata una "composizione" che si adatti alle diverse esigenze e tipologie di stanze che si desideri arredare, con determinate misure standard. Il primo esempio di cucina componibile fu il progetto di Cucina E5 realizzata da Marco Zanuso per l'azienda italiana Elam. È proprio con questo modello che nelle abitazioni degli anni sessanta inizia a formarsi il concetto di cucina come ambiente a sé stante, abitabile e vivibile dando vita di fatto alla moderna concezione di spazio culinario. In precedenza, la cucina era prevalentemente limitata alla cottura ed il consumo dei pasti avveniva in sala da pranzo.
Con l'affermarsi dell'organizzazione spaziale cosiddetta ad ambiente unico, o open space, nella quale gli ambienti soggiorno, pranzo e cucina convivono in un unico ampio spazio non delimitato funzionalmente da elementi architettonici fissi, si è diffusa la disposizione ad isola nella quale, alla porzione a parete si affianca una centrale, ad isola appunto.
15, 30, 45, 60 e 90 le misure in larghezza dei produttori più comuni, ai quali si aggiungono quelle extra che ognuno di essi decide di adottare
Mentre nelle cucine lineari lo sviluppo non prevede particolari difficoltà, nelle cucine angolari bisogna fare attenzione alla gradazione degli angoli.
In caso di angoli differenti dai 90° canonici sarà necessario realizzare i mobili secondo la gradazione rilevata per un'installazione a regola d'arte.
Lo zoccolo o battiscopa, utile per la pulizia al di sotto dei mobili, viene realizzato di diverse altezze e materiali, per venire incontro alle esigenze estetiche degli utenti.
Il mercato dei produttori di cucine è diviso in tre macro categorie, ognuna con diverse caratteristiche e peculiarità.
I produttori di fascia Start costruiscono per un'utenza che guarda alla cucina come strumento di lavoro, scelta ottimale per chi è alla ricerca di un buon rapporto qualità-prezzo.
Fanno parte di questa categoria produttori come Ikea, Imab Group, Marinelli Cucine, Dema, Valentini, Net Cucine, Artec e Mobilturi.
La fascia di produttori Medium guarda all'innovazione come elemento trainante prevedendo finiture all'avanguardia e meccanismi di ottima fattura.
La fascia di produttori High è invece un insieme di aziende che lancia nuove mode sul mercato e guarda solo il lato hi-tech della tecnologia costruttiva.

## Storia

### Medioevo
Le abitazioni europee del primo Medioevo avevano un focolare aperto sotto il punto più alto dell'edificio. La "zona cucina" si trovava tra l'ingresso e il camino. Nelle case ricche, di solito c'era più di una cucina. In alcune case ce n'erano addirittura più di tre. Le cucine erano divise in base ai tipi di cibi che vi venivano preparati.
La cucina era solitamente separata dalla sala a causa del fumo dei fuochi e della possibilità che questi sfuggissero al controllo. Poche cucine medievali sono sopravvissute perché erano "strutture notoriamente effimere".

### America coloniale
Nel Connecticut, come in altre colonie della Nuova Inghilterra durante il periodo dell'America coloniale, le cucine erano spesso costruite come stanze separate e si trovavano dietro il salotto e la sala da pranzo. Una prima testimonianza di una cucina si trova nell'inventario del 1648 della proprietà di John Porter di Windsor, nel Connecticut. L'inventario elenca i beni presenti in casa. Gli oggetti elencati nella cucina erano: cucchiai d'argento, peltro, ottone, ferro, armi, munizioni, canapa, lino e "altri attrezzi della stanza".
Razionalizzazione
Un trampolino di lancio per le cucine moderne componibili è stata la cucina di Francoforte, progettata da Margarethe Schütte-Lihotzky per i progetti di edilizia popolare nel 1926. Questa cucina misurava 1,9 x 3,4 metri (6 piedi e 3 pollici per 11 piedi e 2 pollici) e fu costruita per ottimizzare l'efficienza della cucina e ridurre i costi di costruzione. Il progetto è stato il frutto di studi dettagliati sui movimenti e di interviste con i futuri inquilini delle case per identificare le loro esigenze in fatto di cucine. La cucina componibile di Schütte-Lihotzky è stata installata in circa 10.000 appartamenti nei progetti abitativi costruiti a Francoforte negli anni '30.

## Pianificazione della cucina domestica
La progettazione della cucina domestica (o residenziale) è una disciplina relativamente recente. Le prime idee per ottimizzare il lavoro in cucina risalgono a Un trattato sull'economia domestica di Catharine Beecher (1843, rivisto e ripubblicato insieme alla sorella Harriet Beecher Stowe come The American Woman's Home nel 1869). La "cucina modello" di Beecher diffondeva per la prima volta una progettazione sistematica basata sull'ergonomia. Il progetto prevedeva scaffali alle pareti, ampi spazi di lavoro e aree dedicate alla conservazione di vari alimenti. Beecher separò persino le funzioni di preparazione e cottura del cibo, spostando il fornello in un vano adiacente alla cucina.
Christine Frederick pubblicò a partire dal 1913 una serie di articoli sulla "Nuova gestione della casa" in cui analizzava la cucina secondo i principi tayloristici dell'efficienza, presentava studi dettagliati sui movimenti e ne ricavava un progetto di cucina. Le sue idee furono riprese negli anni Venti da architetti tedeschi e austriaci, in particolare da Bruno Taut, Erna Meyer, Margarete Schütte-Lihotzky e Benita Otte, che progettarono la prima cucina componibile per la Haus am Horn, completata nel 1923. Principi di progettazione simili furono impiegati da Schütte-Lihotzky per la sua famosa cucina di Francoforte, progettata per la Römerstadt di Ernst May, un progetto di edilizia popolare a Francoforte, nel 1927.
Mentre questa "cucina da lavoro" e le varianti da essa derivate ebbero un grande successo per gli edifici popolari, chi possedeva una casa aveva esigenze diverse, non volendo essere vincolati da una cucina di 6,4 metri quadrati (69 piedi quadrati). Tuttavia, il design della cucina era per lo più ad hoc, seguendo i capricci dell'architetto di turno. Negli Stati Uniti, lo "Small Homes Council", dal 1993 "Building Research Council", della Scuola di Architettura dell'Università dell'Illinois a Urbana-Champaign è stato fondato nel 1944 con l'obiettivo di migliorare lo stato dell'arte nella costruzione di case, inizialmente con un'enfasi sulla standardizzazione per ridurre i costi. In quell'occasione fu formalizzata la nozione di triangolo di lavoro in cucina: le tre funzioni principali di una cucina sono la conservazione, la preparazione e la cottura (come aveva già riconosciuto Catharine Beecher), e i posti per queste funzioni dovrebbero essere disposti in cucina in modo tale che il lavoro in un posto non interferisca con quello in un altro, la distanza tra questi posti non sia inutilmente grande e non ci siano ostacoli. Una disposizione naturale è un triangolo, con il frigorifero, il lavello e i fornelli a un vertice ciascuno.
Negli anni '80 si è assistito a un contraccolpo contro la progettazione di cucine industriali, con le persone che preferivano installare un mix di superfici di lavoro e mobili liberi, guidati dal designer di cucine Johnny Grey e dal suo concetto di "cucina non attrezzata". Le cucine moderne sono spesso uno spazio informale che consente di mangiare senza dover utilizzare la sala da pranzo, considerata invece formale. Queste aree sono chiamate "aree per la colazione", "angoli per la colazione" o "bar per la colazione" se lo spazio è integrato nel bancone della cucina. Le cucine con spazio sufficiente per mangiare sono talvolta chiamate "cucine abitabili".
Nelle case più grandi, dove i proprietari possono farsi preparare i pasti da un membro del personale domestico, la casa può avere una cucina da chef. Questa si differenzia da una normale cucina domestica per la presenza di più forni (eventualmente di tipo diverso per diversi tipi di cottura), più lavelli e cassetti scaldavivande per mantenere il cibo caldo tra la cottura e il servizio.